# Jacint Maurell i Saló
Jacint Maurell i Saló (Mollet del Vallès, Vallès Oriental, 4 de març de 1916 – ?, ?)) fou un tècnic administratiu català. Fou nomenat alcalde de Mollet del Vallès des del 28 de març de 1952 fins al 15 de juny de 1958.
Va néixer a Mollet del Vallès el 5 de març de 1916, fill únic de Bonaventura Maurell, paleta conegut de la població, i Concepció Saló. Comença a treballar als 14 anys com auxiliar d'oficina a la fàbrica de Can Fàbregas, de la qual va arribar a ser-ne directiu i cap de productivitat, i estudià Teneduria de Llibres en el torn de nit, aconseguit el títol de l'Acadèmia Cots de Barcelona. També va cursar estudis a l'Escola Industrial de Barcelona.
L'any 1939 era membre de les milícies falangistes a Madrid i, més tard, fou nomenat Secretari de la Falange local de Mollet Vallès. Fou nomenat alcalde de la ciutat el 28 de juny de 1952, obeint una ordre del llavors governador civil de Barcelona, Felipe Acedo Colunga. Durant el seu mandat, es van fer obres de millora al carrer Berenguer III, s'inauguraren les noves instal·lacions sanitàries de la Sociedad de Socorros Mútuos, va crear-se la policia local, amb la dotació d'un sol agent i s'intentà solucionar el problema de l'aigua reformant el pou d'aigua viva. També va celebrar-se el primer festival de la Vellesa l'any 1953, i al novembre de l'any següent, fou inaugurada la primera ràdio de Mollet del Vallès, coincidint amb l'arribada de la població de la Mare de Déu de Fàtima. Abandonà el càrrec el 7 de gener de 1953.